# أليس وينوكور
أليس وينوكور (بالفرنسية: Alice Winocour) (و. 1976  م) هي كاتبة سيناريو، ومخرجة أفلام فرنسية، ولدت في باريس، بدأت مشوارها المهني سنة 2003.

## جوائز
حصلت على جوائز منها:

César Award for Best Original Screenplay ‏، عن عمل: موستانغ

## وصلات خارجية
- أليس وينوكور على موقع IMDb (الإنجليزية)
- أليس وينوكور على موقع قاعدة بيانات الأفلام العربية
- أليس وينوكور على موقع ألو سيني (الفرنسية)
- أليس وينوكور على موقع أول موفي (الإنجليزية)
- أليس وينوكور على موقع قاعدة بيانات الأفلام السويدية (السويدية)
- أليس وينوكور على موقع قاعدة بيانات الفيلم (الإنجليزية)
- أليس وينوكور على موقع كينوبويسك (الروسية)